# Anna Wise
Pour les articles homonymes, voir Wise.
Anna Wise est une auteur-compositrice-interprète et productrice américaine.
Wise est connue pour ses nombreuses collaborations avec le rappeur Kendrick Lamar. Elle remporte un Grammy Award pour sa collaboration avec Lamar sur These Walls, issu de l'album To Pimp a Butterfly.

## Discographie

### Albums studio
- 2016 : The Feminine: Act I
- 2017 : The Feminine: Act II

### Albums collaboratifs
Avec Sonnymoon
- 2009 : Golden Age
- 2012 : Sonnymoon
- 2015 : Courage of Present Times

Avec Built to Fade
- To Dust

### Collaborations
Avec Kendrick Lamar
- 2012 : Good Kid, M.A.A.D City
- 2015 : To Pimp a Butterfly
- 2016 : Untitled Unmastered
- 2017 : Damn

## Utilisations
Le morceau Precious Possession de l'album The Feminine: Act I est utilisé dans l'épisode 4 saison 1 de la série Dear White People.